# Keradere
Keradere is een geslacht van vlinders van de familie snuitmotten (Pyralidae), uit de onderfamilie Phycitinae.

## Soorten
- K. argyrophanes Meyrick, 1937
- K. geminella Amsel, 1854
- K. lepidella (Ragonot, 1887)
- K. noctivaga (Staudinger, 1879)
- K. tengstroemiella (Erschoff, 1874)